# Ali Bardakoğlu
Ali Bardakoğlu, né en 1952 à Tosyar, province de Kastamonu, en Turquie, est l'actuel président du département des affaires religieuses de la république de Turquie, aussi connu sous le nom de Diyanet Isleri. Cette présidence, qu'il exerce de mai 2003 à 2010 en faisaitt l'autorité islamique la plus élevée du pays.
Licencié de droit à l'université d'Istanbul Marmara en 1975, il devient assistant en droit islamique au Haut Institut Islamique de Kayseri. En, 1982, il obtient un doctorat en études islamiques à l'université Atatürk et est nommé professeur assistant à la faculté de théologie de l'université d'Erciyes. Il a vécu de 1991 à 1992 au Royaume-Uni, et a effectué sa première visite aux États-Unis en 1994.
Considéré comme un leader musulman modéré en Turquie, il a annoncé, en 2005, la nomination de deux femmes du Diyanet Isleri comme vice-muftis (juristes professionnelles interprétant la loi islamique et conseillant leurs concitoyens sur les questions religieuses) pour les mosquées de Kayseri et Istanbul. En février 2006, il participa, en tant qu'invité d'honneur, à la cérémonie d'ouverture de l'église protestante d'Alanya.